# Judenfrei
Judenfrei (hrv.: Slobodan od Židova) bio je nacistički izraz za područje očišćeno od Židova u vrijeme holokausta.
Judenfrei je značilo oslobađanje nekog područja od Židova, dok je izraz Judenrein (doslovce "čist od Židova") također bio u uporabi. Da bi neko područje dobilo status Judenfrei morao se očistiti svaki trag židovske krvi.

## Područja proglašenaJudenfrei
Ustanove, sela, gradovi i regije proglašeni su Judenfrei nakon etničkoga čišćenja Židova.
- Gelnhausen, Njemačka – proglašen Judenfrei 1. studenog 1938. u promidžbenim novinama Kinzigwacht, nakon što je zatvorena sinagoga i deportirani svi Židovi iz grada.[3]
- Luksemburg – proglašen Judenfrei u tisku 17. listopada 1941.[4]
- Estonija – prosinca 1941.[5] Proglašena Judenfrei na Konferenciji u Wannseeu 20. siječnja 1942.[6]
- Srbija/Beograd – kolovoza 1942.[7][8][9][10]
- Beč – proglašen Judenfrei od strane Aloisa Brunnera 9. listopada 1942.
- Berlin – 19. svibnja 1943.[11]
- Hrvatska - proglašena Judenfrei od Siegfrieda Kaschea 18. travnja 1944.[12]